# San Bernardino in Panisperna
San Bernardino in Panisperna, även benämnd San Bernardino da Siena ai Monti, är en kyrkobyggnad i Rom, helgad åt den helige Bernardinus av Siena. Kyrkan är belägen vid Via Panisperna i Rione Monti och tillhör församlingen Santa Maria ai Monti.
Enligt en teori kommer tillnamnet ”Panisperna” av de latinska orden panis ("bröd") och perna ("skinka"); klarissorna vid klostret San Lorenzo in Panisperna skall enligt uppgift ha delat ut bröd och skinka åt de fattiga.

## Kyrkans historia
I slutet av 1500-talet beordrade påve Clemens VIII att franciskannunnorna vid kyrkan Sant'Eufemia al Foro Traiano skulle flytta till klostret på denna plats. Kyrkan började uppföras i början av 1600-talet och konsekrerades år 1625. Nunneklostret exproprierades av italienska staten kort efter 1870 och byggdes om till skola.

## Interiören
Bakom den tämligen enkla fasaden döljer sig en rikt dekorerad interiör med en elliptisk grundplan. Högaltarmålningen är ett verk av Antonio Amorosi och framställer Den helige Bernardinus förhärligande. På korväggen har Clemente Maioli freskmålat Den helige Bernardinus predikar och Den helige Bernardinus död. Han även utfört fresken Jungfru Marie himmelsfärd i absidens halvkupol. Kupolfresken föreställer Den helige Bernardinus förhärligande och är ett verk av Bernardino Gagliardi.
Interiören har fyra radierande sidokapell, två på var sida.

### Höger sida
Cappella di San Francesco
Det första sidokapellet på höger hand är invigt åt den helige Franciskus av Assisi och hyser en altarmålning av Giovanni De Vecchi som framställer titelhelgonets stigmatisering.
Mellan första och andra kapellet hänger De Vecchis målning Den helige Franciskus inför Kristi kors, hållet av den heliga Helena.
Cappella del Passione
I det andra kapellet, invigt åt Jesu Kristi lidande, återfinns altarmålningen Kristus bär korset; denna målning, som har tillskrivits Giovanni Alberti visar även Jungfru Maria, aposteln Johannes och den heliga Veronika med svetteduken. Mindre fresker framställer Jesus i Getsemane, Kristi gisslande, Kristi begabbelse, Ecce Homo samt Korsfästelsen.

### Vänster sida
Cappella di Santa Verdiana
Första sidokapellet på vänster hand är invigt åt den heliga Verdiana. Altarmålningen, utförd av en okänd konstnär i mitten av 1600-talet, visar titelhelgonet i tillbedjan inför den korsfäste Kristus. I målningens nederkant har konstnären avbildat är en man och en kvinna i bön; dessa föreställer förmodligen Bernardo Attavanti, som bekostade kapellet, och dennes hustru; den senare upptäcktes vid en restaurering av målningen år 1965.
Cappella dell'Immacolata
Andra kapellet till vänster är invigt åt den Obefläckade Avlelsen och har målningen Jungfru Maria och Barnet av Biagio Puccini från år 1717. Ovanför målningen håller två änglar i en kartusch med inskriften O QVAM PVLCHRA ES AMICA MEA (Höga Visan). Puccini har även utfört kapellets övriga målningar, bland annat Jungfru Marie födelse.
Ovanför dörren till sakristian har Giovanni Baglione freskmålat Gud den Evige Fadern med en ängel och de heliga Antonius av Padua, Elisabet av Ungern och Agata.